# دن کویل

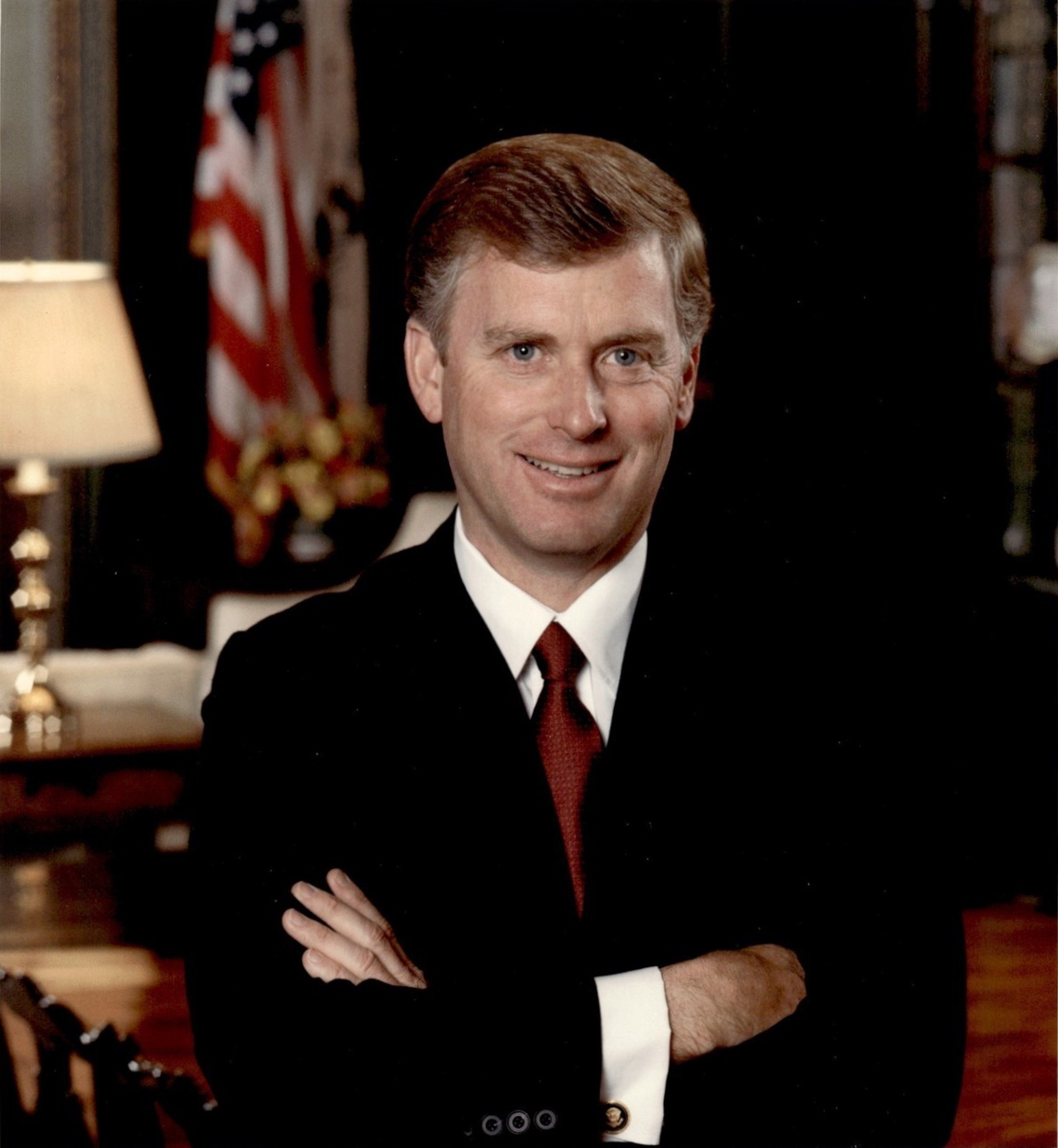
دن کویل

جیمز دنفورث دن کویل (به انگلیسی: James Danforth "Dan" Quayle) (زادهٔ ۴ فوریهٔ ۱۹۴۷ در ایندیاناپولیس، ایندیانا) سیاست‌مدار آمریکایی و سناتور پیشین از ایالت ایندیانا و همچنین از ۲۰ ژانویهٔ ۱۹۸۹ تا ۲۰ ژانویهٔ ۱۹۹۳ معاون رئیس‌جمهور جورج بوش پدر بود.
او عضو حزب جمهوری‌خواه آمریکاست.